# Porträtt av Irène Cahen d'Anvers
Porträtt av Irène Cahen d'Anvers, även benämnd Flicka med blått hårband, är en oljemålning, utförd av den franske impressionisten Auguste Renoir år 1880. 

## Beskrivning
Under 1870- och 1880-talet målade Renoir ofta porträtt för Paris judiska familjer. Renoir stiftade bekantskap med greve Louis Cahen d'Anvers, som tillhörde en av Paris mest förmögna judiska bankirfamiljer. År 1880 beställde Louis Cahen d'Anvers ett porträtt av sin äldsta dotter, den åttaåriga Irène. Året därpå målade Renoir Cahin d'Anvers yngre döttrar, Alice och Elisabeth, ett dubbelporträtt som blivit känt under namnet Rosa och blå. Irène har ett långt gyllenbrunt hår. Hon bär en ljusblå klänning och sitter med händerna i knät. Hon ser blek ut och tycks vara försjunken i tankar. 
Efter Frankrikes fall år 1940 stals målningen av tyskarna och hamnade i Hermann Görings privata konstsamling. Efter andra världskriget införskaffades målningen av den schweiziske affärsmannen och konstsamlaren Emil Georg Bührle (1890–1956) och tillhör sedan dess Stiftung Sammlung E.G. Bührle i Zürich.

### Webbkällor
- ”The Portrait and Story of Mademoiselle Irène Cahen d’Anvers” (på engelska). 5 september 2012. Arkiverad från originalet den 3 februari 2020. https://archive.today/20200203222126/https://apogent.wordpress.com/2012/09/05/the-portrait-and-story-of-mademoiselle-irene-cahen-danvers/. Läst 3 februari 2020.